# Adolfo Urso
Adolfo Urso (ur. 12 lipca 1957 w Padwie) – włoski polityk i dziennikarz, deputowany, senator, podsekretarz stanu i wiceminister w resortach gospodarczych, od 2022 minister.

## Życiorys
Ukończył socjologię na Uniwersytecie Rzymskim „La Sapienza”. Od 1981 zawodowo związany z dziennikarstwem, pracował w dzienniku „Secolo d'Italia”. Był zastępcą redaktora naczelnego gazety „Roma” (1991–1992) i redaktorem naczelnym pisma „L’Italia settimanale” (1993–1994). Kierował również periodykiem „Charta Minuta”. Działał w organizacji Fronte della Gioventù, młodzieżówce Włoskiego Ruchu Społecznego. Stał się bliskim współpracownikiem Gianfranca Finiego. W 1992 został krajowym koordynatorem komitetu działającego na rzecz przekształcenia MSI w Sojusz Narodowy.
W 1994 po raz pierwszy uzyskał mandat posła do Izby Deputowanych. Z powodzeniem ubiegał się o reelekcję w wyborach w 1996, 2001, 2006 i 2008. Wchodził w skład administracji rządowej w trakcie trzech gabinetów Silvia Berlusconiego. Był podsekretarzem stanu w ministerstwie ds. działalności produkcyjnej (od czerwca do października 2001 i od kwietnia do maja 2005) oraz wiceministrem w tym resorcie (od października 2001 do kwietnia 2005 i od maja 2005 do maja 2006). Po powrocie centroprawicy do władzy pełnił funkcje podsekretarza stanu (od maja 2008 do czerwca 2009) i wiceministra (od czerwca 2009 do listopada 2010) w ministerstwie rozwoju gospodarczego.
Został sekretarzem generalnym, a później prezesem fundacji Fondazione Farefuturo. Od 2009 należał do powołanego m.in. na bazie AN Ludu Wolności. Wystąpił z niego w 2010, był potem członkiem utworzonego przez Gianfranca Finiego ugrupowania Przyszłość i Wolność dla Włoch. Od 2011 wchodził w Izbie Deputowanych w skład frakcji mieszanej, działał też w organizacji politycznej FareItalia. W 2013 znalazł się poza parlamentem.
Dołączył później do stronnictwa Bracia Włosi. Z jego ramienia w 2018 został członkiem Senatu. Do izby wyższej został wybrany także w 2022.
W październiku 2022 objął stanowisko ministra rozwoju gospodarczego w nowo utworzonym rządzie Giorgii Meloni; w listopadzie tegoż roku jego resort przemianowano na ministerstwo przedsiębiorczości i made in Italy.